# Csermelyaggóvirág
A csermelyaggóvirág (Tephroseris crispa) a fészkesvirágzatúak (Asterales) rendjébe és az őszirózsafélék (Asteraceae) családjába tartozó faj.

## Rendszertani besorolása
A Tephroseris crispát, korábban az aggófüvek (Senecio) nemzetségbe sorolták Senecio rivularis néven.

## Előfordulása
A csermelyaggóvirág kizárólag, csak Közép- és Kelet-Európában, valamint Délkelet-Európa északi részén fordul elő. Elterjedésének északi határát Németország, Lengyelország és Fehéroroszország képezik, míg keleti és déli határát Ukrajna és Románia alkotják. Előfordulásának a déli határa a volt Jugoszlávia területén van. Olaszországból, Nyugat-Európából és Skandináviából hiányzik. A Mátrában megtalálhatóak állományai.

## Képek

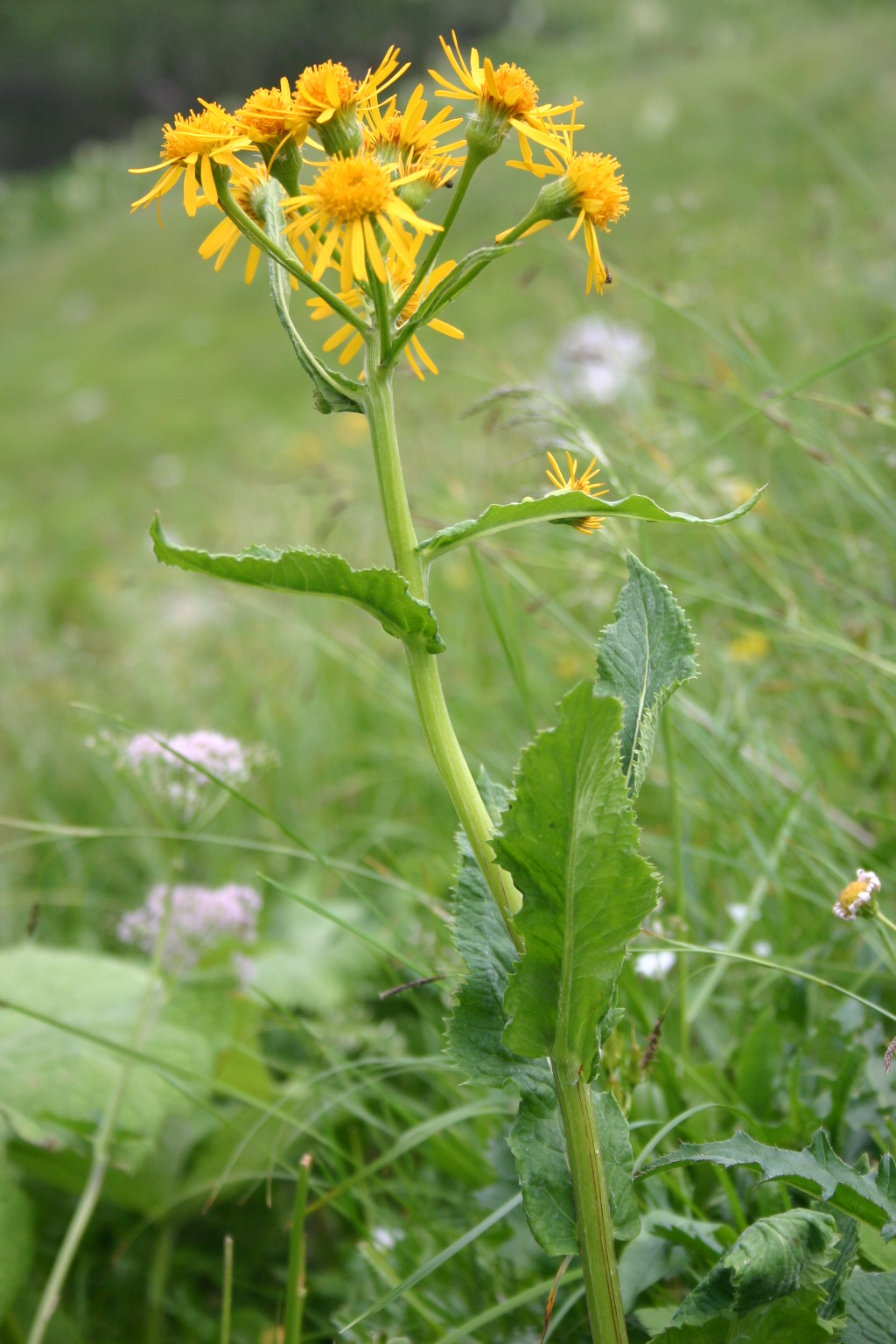
A növény
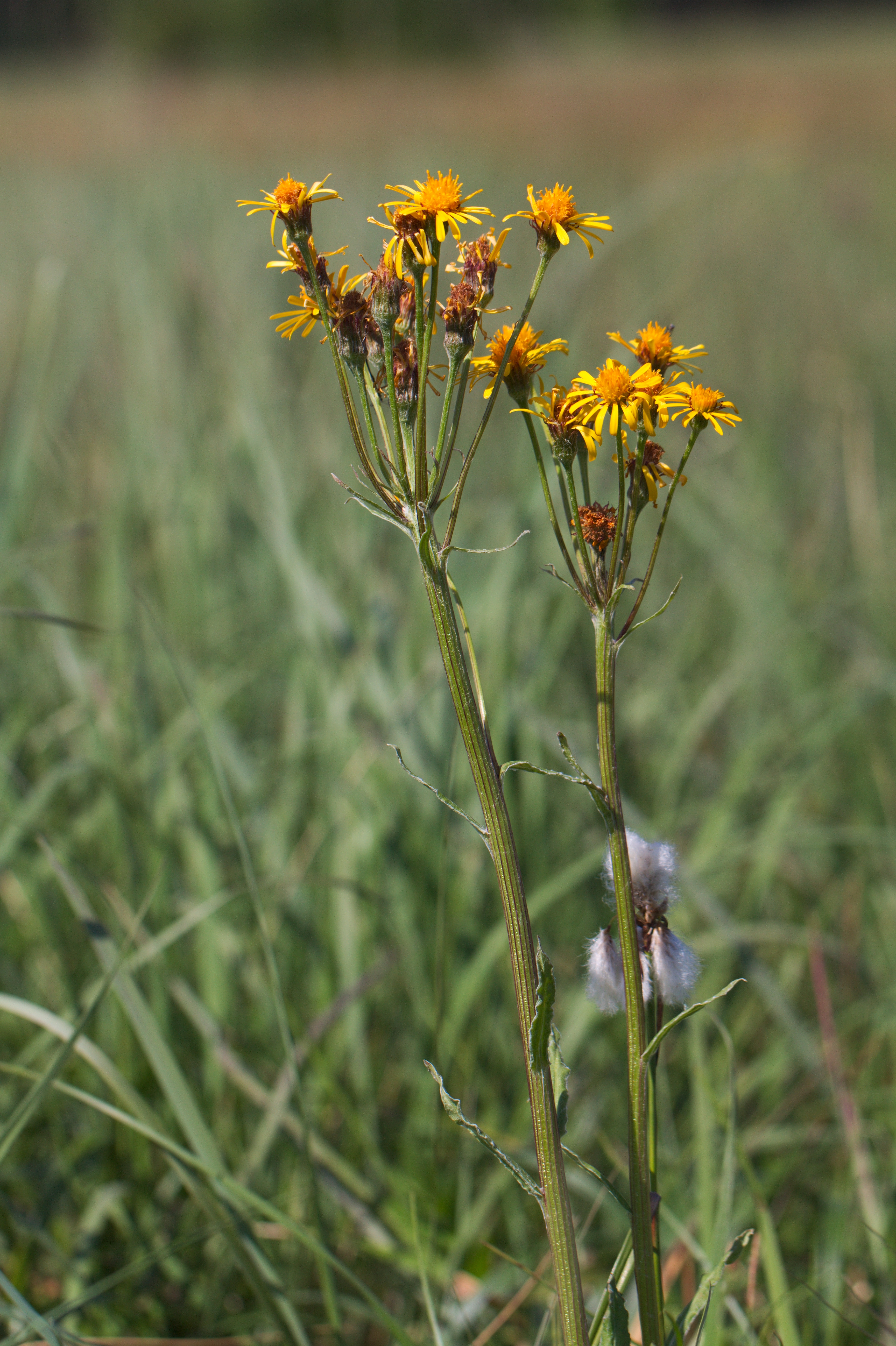
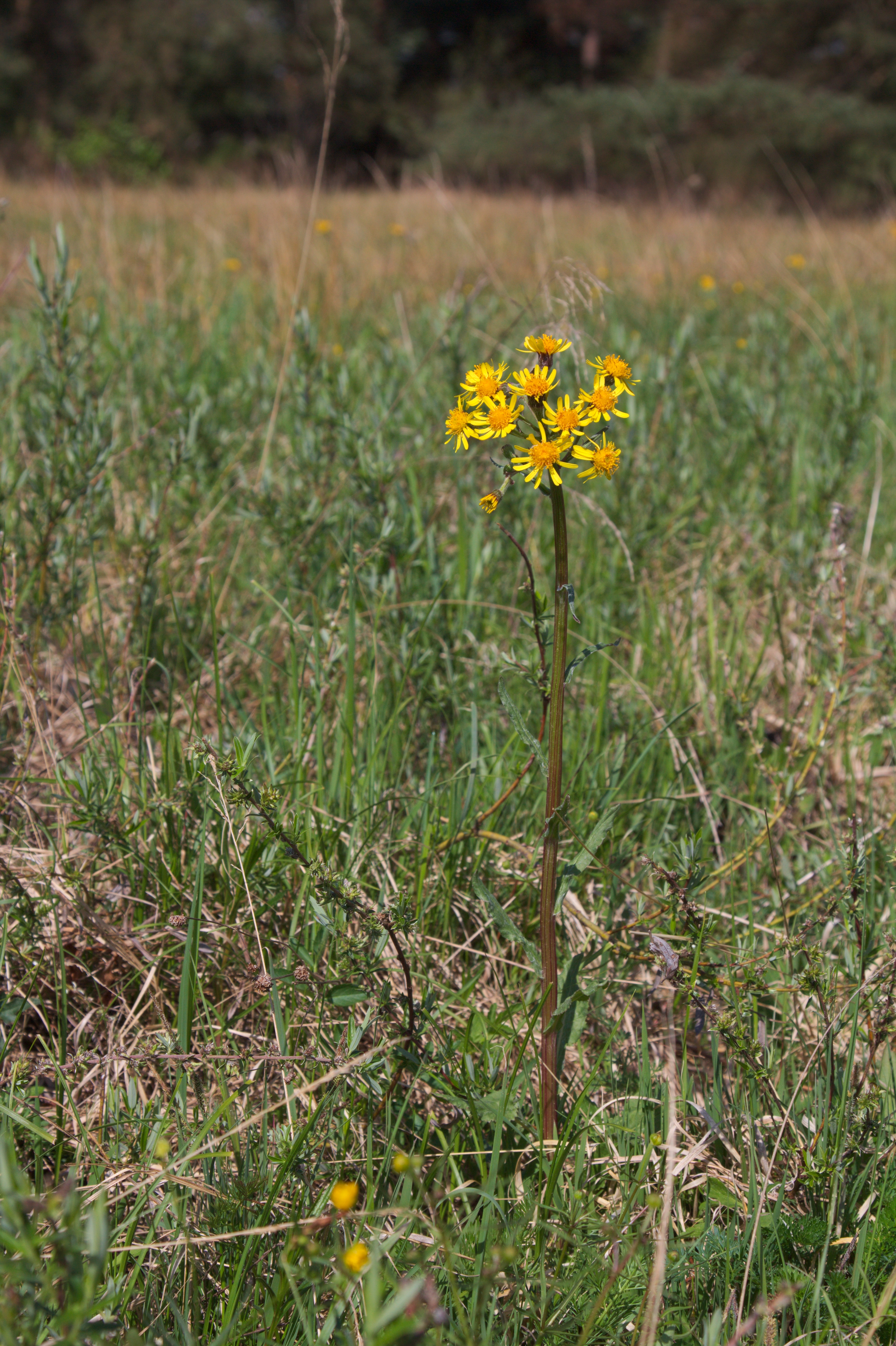
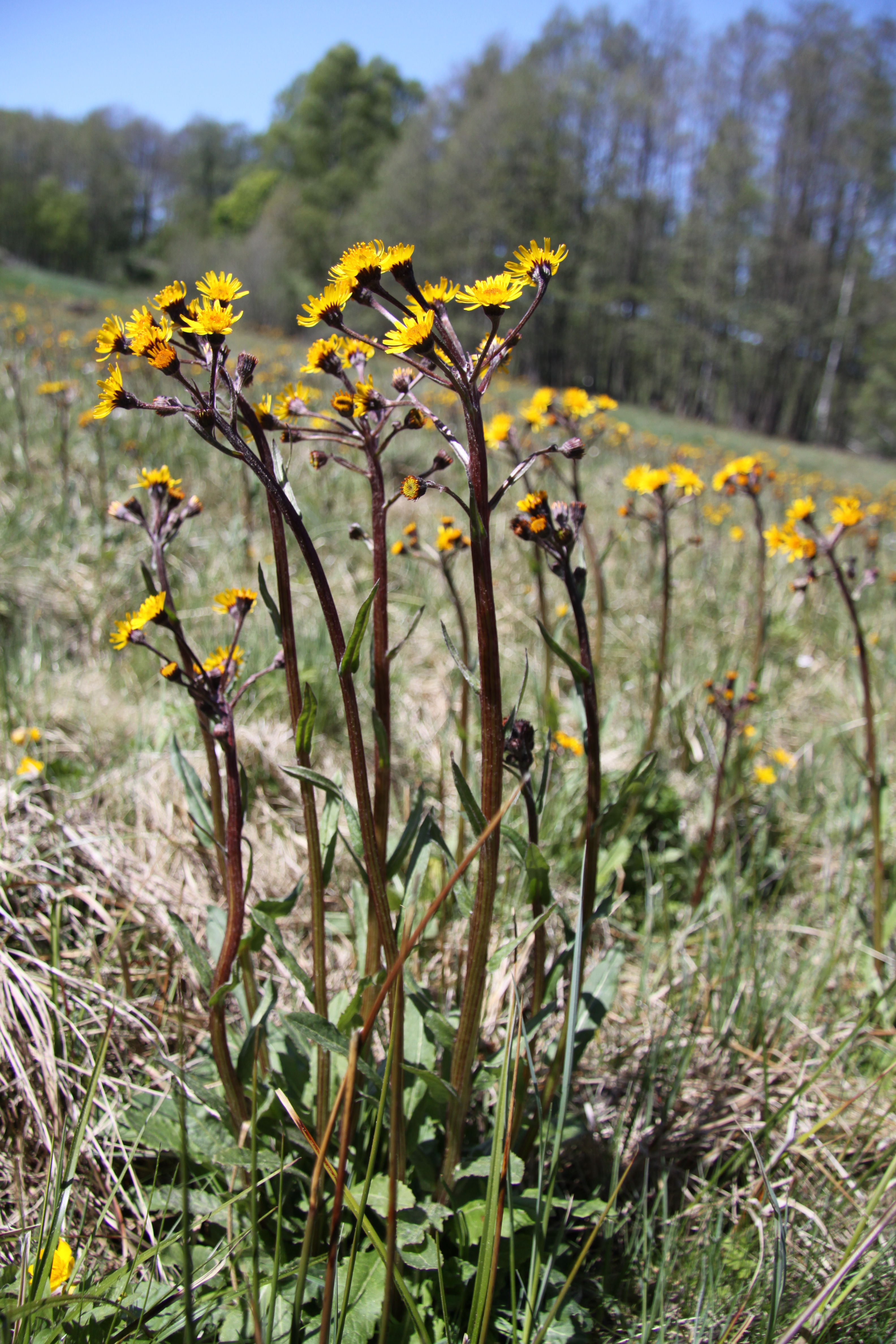
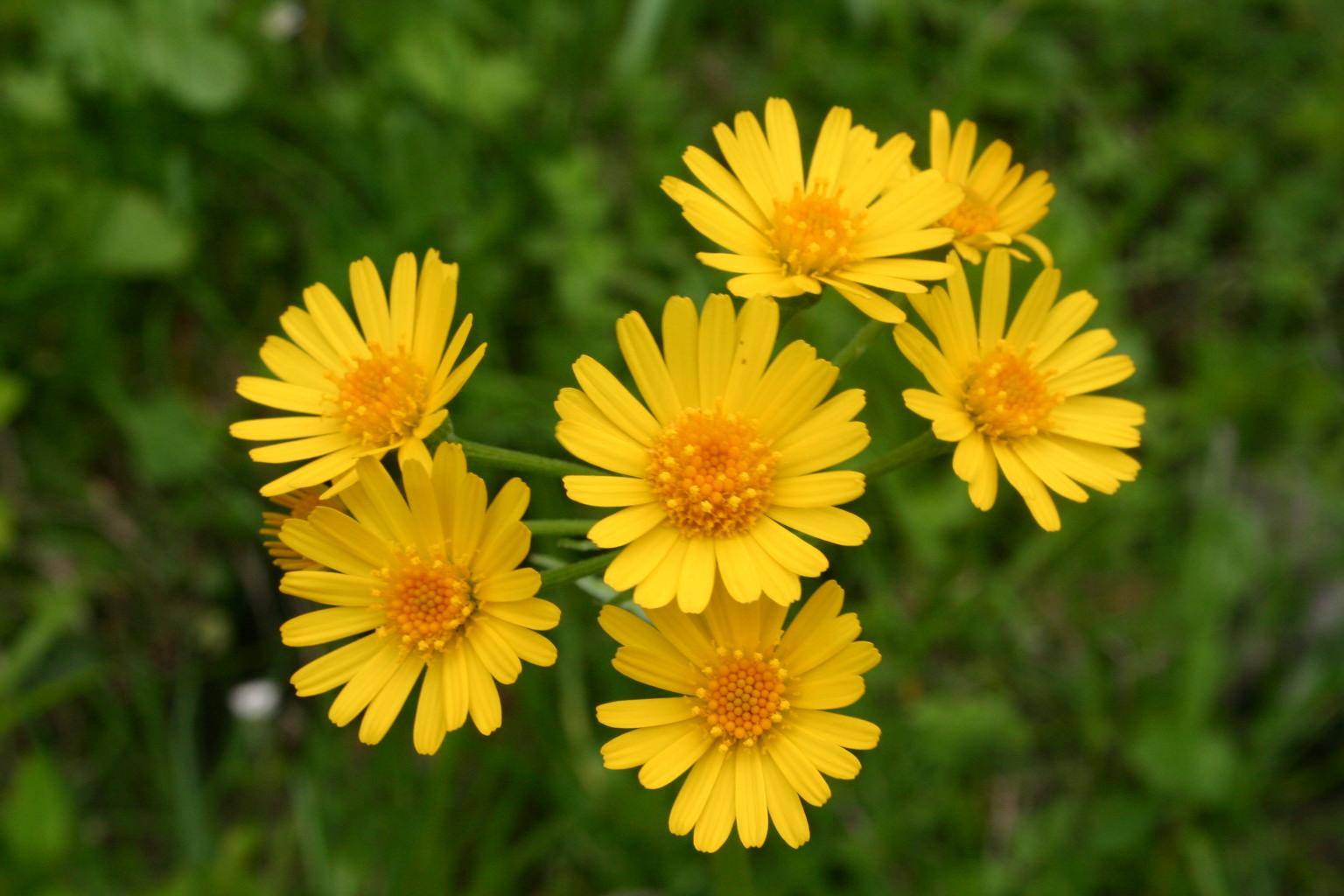
virágai
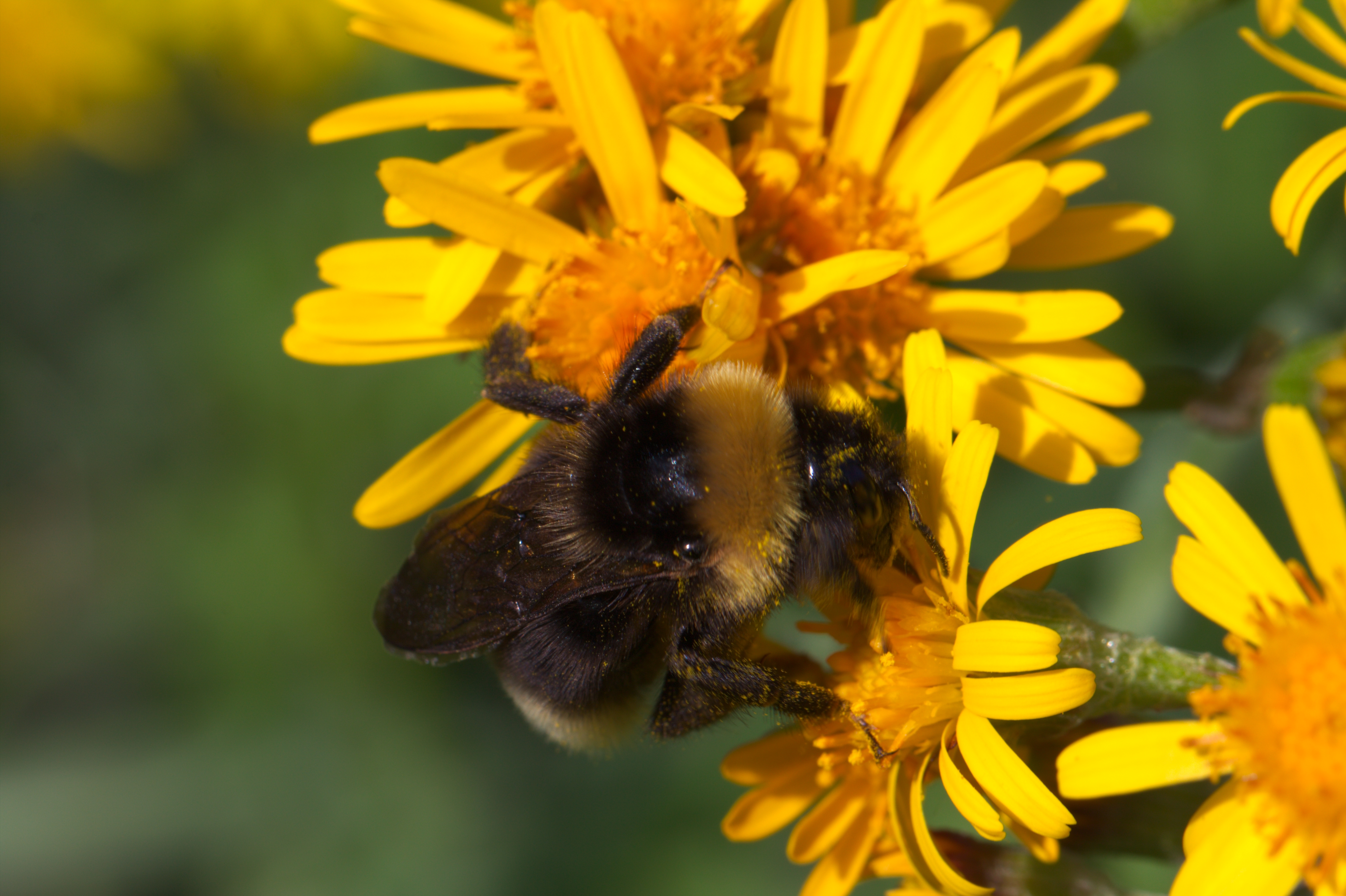
többféle állatot
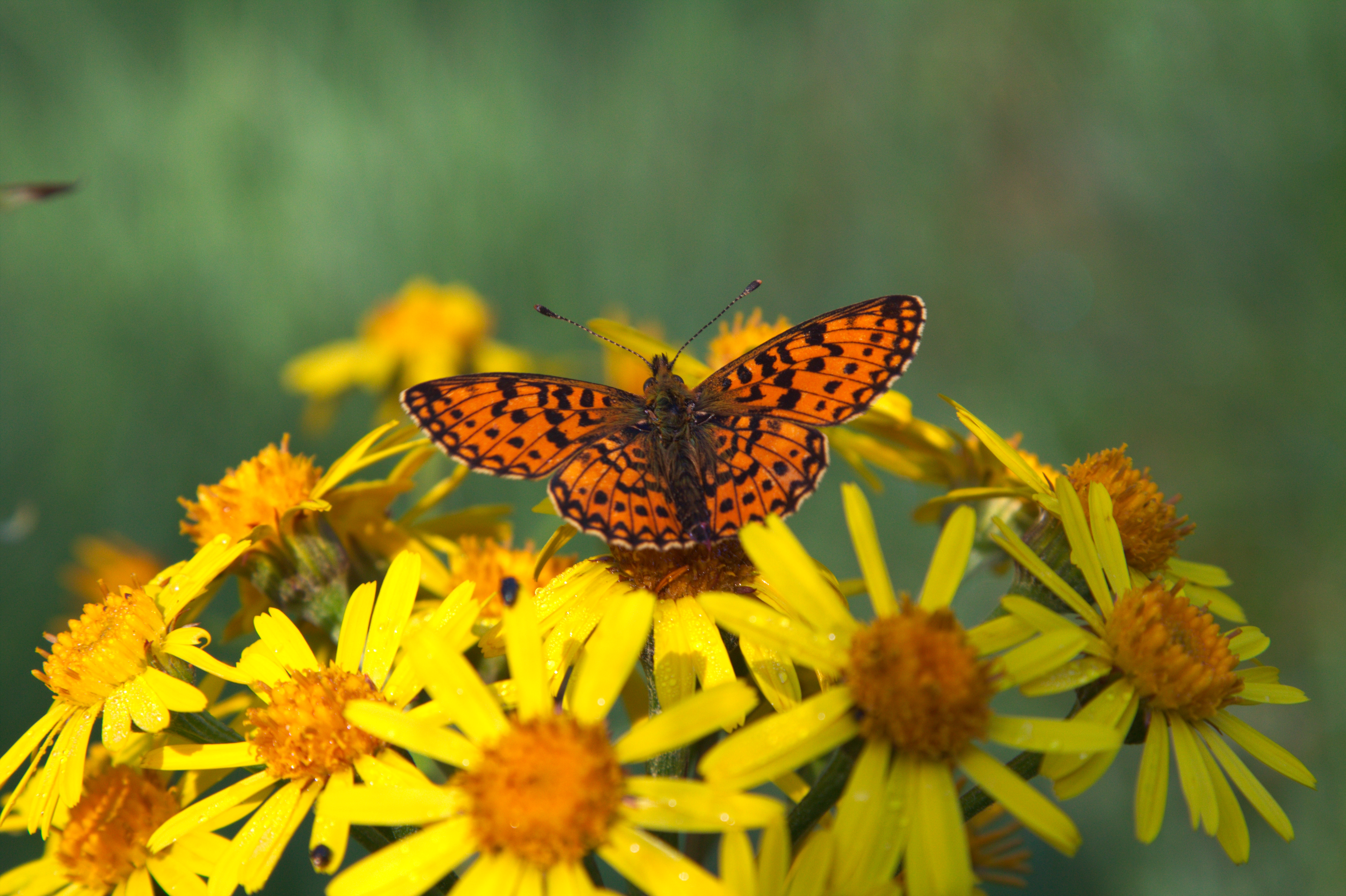
is táplálnak
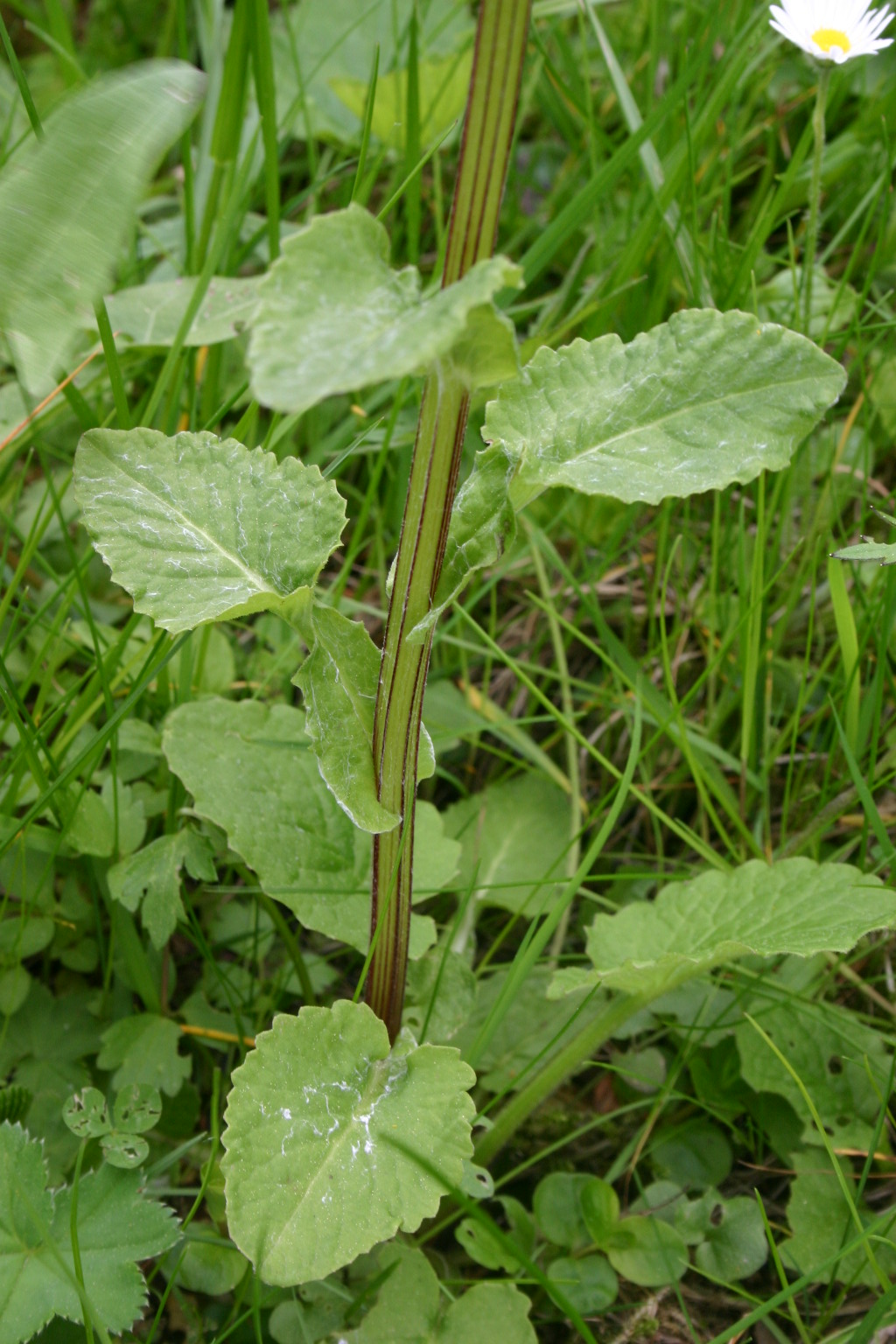
Szára és levelei